# Lan (Fluss)
Der Lan ist ein in der Breszkaja und Minskaja Woblasz gelegener linker Nebenfluss des Prypjat.
Der Fluss hat eine Gesamtlänge von 147 Kilometer und das Einzugsgebiet erstreckt sich über eine Fläche von 2190 Quadratkilometer. An der Mündung führt der Fluss eine durchschnittliche Wassermenge von 11,3 Kubikmeter pro Sekunde, die Quelle des Flusses befindet sich in der Nähe des Höhenzuges Kapylskaja hrada, welcher im Süden des Belarussischen Höhenrückens liegt.
Er durchfließt die historische Landschaft Polesien in einem ab der Ortschaft Staroselie vollständig (und flussaufwärts hiervon nur in Teilabschnitten) begradigten bzw. kanalisierten Flussbett. Die Breite des Flusses beträgt im Oberlauf 4 bis 8 Meter, an der Mündung wird er bis zu 20 Meter breit. Die ihn umgebenden Auenlandschaften haben eine Breite von 600 bis 1000 Metern. Die Ufer sind teils torfig, teils sandig und bestehen stellenweise aus einem 1 bis 2 Meter breiten Streifen sandigen Lehms.
Das Tal des Flusses hat eine Breite von 1 bis 1,5 Kilometer, ist von Mischwäldern bedeckt und von Sümpfen durchdrungen. Ein Netz von kleinen Bächen und Kanälen durchzieht das Gebiet.
Am Oberlauf des Flusses liegt die Stadt Klezk (weißruss. Клецк), im Prypjaz-Nationalpark mündet der Lan in den Prypjat.